# Babskie wakacje (film 2017)
Babskie wakacje (ang. Snatched) – amerykański film komediowy z 2017 roku w reżyserii Jonathana Lewine’a, wyprodukowany przez wytwórnie Chernin Entertainment, Feigco Entertainment i TSG Entertainment. Główne role w filmie zagraly Amy Schumer i Goldie Hawn.
Premiera filmu odbyła się 12 maja 2017 w Stanach Zjednoczonych. W Polsce premiera filmu odbyła się 4 sierpnia 2017.

## Fabuła
30-letnia Emily Middleton (Amy Schumer) to niepoprawna marzycielka, która nie bardzo sobie radzi w życiu zawodowym. Ma kochającego chłopaka oraz uzdolnionego muzyka Michaela. Tuż przed zaplanowanymi wspólnymi wakacjami Michael rzuca swoją Emily i wyrusza w trasę z zespołem. Dziewczyna ma więc nie tylko złamane serce, ale i dwa bezzwrotne bilety do tropikalnego raju. Namawia na wspólny wyjazd do Ekwadoru swoją matkę Lindę (Goldie Hawn), która ponad wszystko ceni sobie spokojne i bezpieczne życie na przedmieściach. Po przyjeździe do hotelu kobiety przekonują się, że nie umieją się dogadać nawet w najprostszych sprawach. Wakacyjny urlop kobiet zamienia się w początek problemów.

## Obsada
- Amy Schumer jako Emily Louise Middleton
- Goldie Hawn jako Linda Middleton
- Ike Barinholtz jako Jeffrey Middleton
- Wanda Sykes jako Ruth
- Joan Cusack jako Barb
- Bashir Salahuddin jako Morgan Russell
- Christopher Meloni jako Roger Simmons
- Óscar Jaenada jako Morgado
- Tom Bateman jako James
- Randall Park jako Michael

## Produkcja
Zdjęcia do filmu kręcono w Honolulu, Waianae na Hawajach, w Nowym Jorku w Stanach Zjednoczonych i na Portoryko, natomiast okres zdjęciowy trwał od 15 czerwca do 12 sierpnia 2016 roku.

## Odbiór

### Box office
Film Babskie wakacje zarobił łącznie $45.8 mln dolarów w Stanach Zjednoczonych i Kanadzie, a $13.3 mln w pozostałych państwach; łącznie $59.1 mln, w stosunku do budżetu produkcyjnego $42 mln.

### Krytyka w mediach
Film Babskie wakacje spotkał się z mieszanymi recenzjami od krytyków. W serwisie Rotten Tomatoes średnia ocen filmu wyniosła 35% ze średnią oceną 5,1 na 10. Na portalu Metacritic średnia ocen wyniosła 45 punktów na 100.